# Prodigalidad
Prodigalidad es un término jurídico que se aplica a la persona que malgasta su caudal con ligereza, poniendo con ella en peligro injustificado su patrimonio, con perjuicio de su familia cercana (cónyuge, padres e hijos).
Podrán pedir prodigalidad (declaración), el cónyuge, descendientes o ascendientes, dependientes de alimentos, sus representantes y el Ministerio Fiscal.
Se somete al pródigo a curatela, intervención del curador en los actos que el pródigo no pueda realizar (actos determinados por sentencia).
Los actos jurídicos realizados sin curador cuando sean necesarios, serán anulables.